# Daniel Buitrago
Daniel Buitrago (Medellín, Antioquia, Colombia; 27 de febrero de 1991) es un futbolista colombiano. Juega como mediocampista y su último equipo fue el Sonsonate Fútbol Club de El Salvador.

## Trayectoria

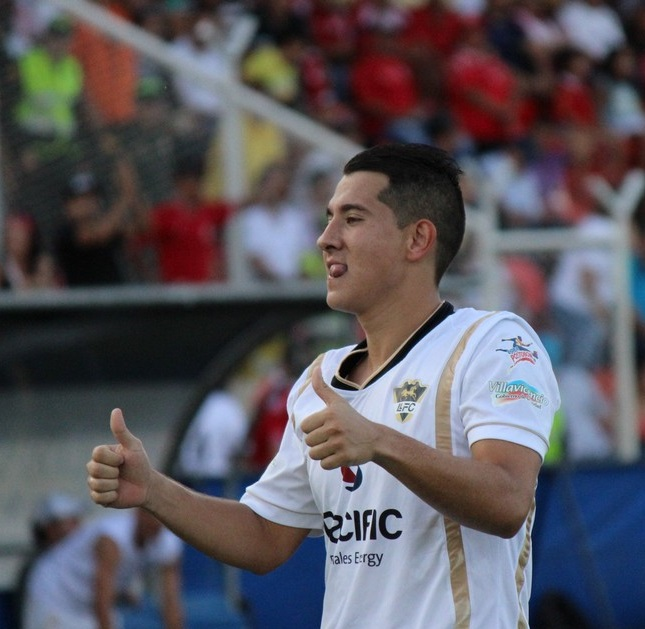
Buitrago en 2014.

Inició su carrera futbolística a los siete años de edad en la escuela de Envigado Fútbol Club. Estando allí tuvo la oportunidad de jugar en dos ocasiones el Festival Ponyfútbol al lado de otros hoy internacionales, como James Rodríguez.
Daniel pasó al fútbol de Letonia.  Llegó al Spartaks Jurmala, de la segunda división. Fue goleador del equipo, en los seis meses que estuvo anotó 18 goles, y ayudó a que su club ascendiera a la primera división de la Liga Letona.
Su estadía en Letonia fue muy corta, pues al poco tiempo pasó a ser parte del Spartak Nalchik de Rusia. 
En 2014 vuelve a Colombia para jugar con Llaneros F. C. en la Categoría Primera B, en el equipo de la media Colombia jugó 33 partidos y anotó 10 goles, lo que llamó la atención del Cortuluá.
En el equipo corazón tuvo buenas actuaciones, marcando 10 goles en 75 juegos. Esto llamó la atención de Santa Fe.

### Universidad Católica
El 5 de enero de 2018 confirmado como nuevo jugador de la Universidad Católica de Ecuador junto a su compatriota Yúber Mosquera.

## Clubes
| Club                  | País        | Año         |
| --------------------- | ----------- | ----------- |
| Spartaks Jūrmala      | Letonia     | 2011 - 2012 |
| Spartak Nalchik       | Rusia       | 2012 - 2013 |
| Llaneros              | Colombia    | 2014        |
| Cortuluá              | Colombia    | 2015 - 2016 |
| Santa Fe              | Colombia    | 2017        |
| Universidad Católica  | Ecuador     | 2018        |
| América de Cali       | Colombia    | 2018 - 2019 |
| Atlético Venezuela    | Venezuela   | 2019        |
| Sonsonate Fútbol Club | El Salvador | 2020-2021   |

## Palmarés

### Campeonatos nacionales
| Título                | Club     | País     | Año  |
| --------------------- | -------- | -------- | ---- |
| Superliga de Colombia | Santa Fe | Colombia | 2017 |